# Cecylia Eusepi
Cecylia Eusepi (ur. 17 lutego 1910 w Monte Romano, zm. 1 października 1928 w Nepi) – włoska tercjarka Sług Najświętszej Maryi Panny (serwitów, OSM), błogosławiona Kościoła katolickiego.
Cecylia Eusepi urodziła się w ubogiej, bardzo religijnej rodzinie. Bardzo wcześnie zmarł jej ojciec, od tego czasu zajmował się nią wujek. W 1915 roku przeniosła się wraz z matką do Nepi i tam rozpoczęła naukę w klasztorze św. Bernarda sióstr cysterek. Była zafascynowana św. Teresą z Lisieux i św. Gabrielem od Matki Bożej Bolesnej.
W 1922 roku wstąpiła do Świeckiego Zakonu Sług Maryi. 14 lutego 1922 roku otrzymała szkaplerz tercjarski i przyjęła imię zakonne Maria Aniela. Wkrótce z powodu choroby musiała wrócić do Nepi. Tam zapisała się do Akcji Katolickiej Młodzieży Żeńskiej. Po wyzdrowieniu wstąpiła do tzw. mantellatek w Pistoi w Toskanii, ale po 3 latach musiała je opuścić ze względu na nawrót choroby. Stwierdzono u niej zapalenie otrzewnej, a wkrótce potem zapalenie płuc.
Zmarła 1 października 1928 roku, we wspomnienie św. Teresy z Lisieux, pozostawiając po sobie swój życiorys zatytułowany „Dzieje Pajaca” (podpisany 29 czerwca 1927).
Została beatyfikowana 17 czerwca 2012 roku przez Benedykta XVI. Uroczystego aktu, w imieniu papieża, dokonał prefekt Kongregacji Spraw Kanonizacyjnych kard. Angelo Amato.
Jej wspomnienie liturgiczne obchodzone jest w dies natalis